# Пац Довкшевич
Пац Довкшевич (лат. Patcz Dawtczowitcz, Pacz marsalcus curie, ст.-укр. Пац Довъкшевич) — литовський боярин, від якого походить рід Паців. 

## Походження
Дід Паца, Кімунт (лат. Kymunt, Kymundt), вперше згадується під 1388 р. у привілеї Вітовта євреям. Він же за дорученням великого князя очолював делегацію на переговорах з Тевтонським орденом щодо кордону (1396), а також засвідчив акт віленсько-радомської унії (1401). У тевтонських Вегеберіхтах згадуються Kymundsdorf й Kymont Rasanenhoff неподалік Городні, звідки, на думку історика Рімвідаса Петраускаса, Кімунт імовірно і походив.  
Його син Довкша (лат. Dawkscha, Dewclis Kymontowicz), як і батько, виступив свідком віленсько-радомської унії, а за Городельською одержав герб Пержхала. Останній спомин про нього міститься в Христмемельськім договорі (1432).   

## Життєпис
Пац фігурує як підписант Гродненської угоди, а також у ряді великокняжих надань середини XV століття. Значиться в присязі до Брестського миру (1447). Обіймав уря́ди маршалка господарського (1434–35) і старости кам'янецького (1444–47). Вотчинні землі Паца розкинулись в околицях Городні, від великого князя дістав маєтки у Кам'янецькому повіті; його ж власністю було й село Рожанка. Залишив по собі сина Юрія.  